# Zeromancer
Zeromancer é uma banda de rock industrial formada por três membros noruegueses e um estadunidense.

## História
O Zeromancer foi criado por três ex-integrantes da clássica e extinta banda de rock alternativo da Noruega, Seigmen, que, na década de 90, fez história no país e conquistou fama pela Europa, principalmente nas terras escandinavas. 
O Seigmen teve seu fim no ano de 1999, devido a um pacto entre os integrantes de encerrar as atividades da banda caso um dos membros resolvesse deixar o grupo. Isso aconteceu quando Sverre Okshoff, guitarrista, toma essa decisão, por motivos familiares.
Na mesma época, os três membros restantes, Alex Møklebust, Kim Ljung e Noralf Ronthi se juntaram a Chris Schleyer(recém saído dos Kidneythieves), e Erik Ljunggren para formar o Zeromancer. Marius Roth Christensen, o outro guitarrista, se recusou a pariticpar do projeto para se dedicar a música clássica, como tenor.
Em 2000, o quinteto lança Clone Your Lover, cuja faixa-título além de virar clipe, foi um hit em vários clubes e rendeu a banda o prêmio Best Newcomer, no German Alternative Music Awards.
Passado apenas 1 ano, a banda lança Eurotrash, segundo álbum de inéditas, juntamente com o videoclipe de Dr. Online e um cover: Send Me an Angel, originalmente gravado pelo grupo Real Life em 1983.
No ano de 2003, a banda re-lançou Clone Your Lover em solo americano e fez uma turnê, juntamente com as bandas Pigface e My Life With The Thrill Kill Kult nos Estados Unidos, o que contribuiu para o aumento da popularidade da banda neste país. Também lança seu terceiro CD, ZZYZX, com um som bem mais calmo do que os discos anteriores, o que causou estranheza de muitos dos fãs. Este, também veio acompanhado do clipe de Erotic Saints. 
Neste mesmo ano, Chris Schleyer deixa o Zeromancer para entrar como guitarrista de estúdio no grupo A Perfect Circle. Em 2007, criou seu projeto solo Affected e trabalhou na turnê do Nine Inch Nails.
A banda entrou em hiato por três anos. Neste período, Alex Moklebust se dedicou a produção de algumas bandas norueguesas como Gate e Don Juan Dracula, Kim Ljung lançou seu projeto solo, o Ljungblut e gravou um CD-Duplo com Dan Heide, que viria a se juntar à segunda formação do Zeromancer, e Erik Ljunggren trabalhou com vários artistas (Satyricon, Undergod) e começou a estudar cinema, abandonando seu posto de tecladista desde então.
A banda se reune novamente em 2006 com dois novos integrantes: Dan Heide (ex-Ljungblut) na guitarra e Lorry Kristiansen assume os sintetizadores. Lança o single Doppelganger I Love You, que ficou em 4º lugar na Deutsche Alternative Charts, além disso, ganhou também um clipe. Em 2007, a banda surge com outro single, I'm Yours To Lose. Ambas as faixas estão presentes no Sinners International, disco de inéditas lançado em fevereiro de 2009, que retoma, de certa forma, o estilo dos álbuns anteriores ao ZZYZX. Em outubro do mesmo ano, os Zeromancer lançam It Sounds Like Love (But It Looks Like Sex), faixa do Sinners como single, juntamente com um cover de Photographic, do Depeche Mode.
Em 2010, a banda grava seu novo disco, tão logo termina a turnê de divulgação do anterior. The Death of Romance, o quinto álbum, apresenta um Zeromancer maduro, inovador, mas fiel as suas raízes, com uma pitada gótica, tanto visual quanto sonoramente falando. 
2011 foi um ano difícil para a banda já que foram forçados a cancelar, no mês de junho, todos os shows que restavam para divulgar o The Death of Romance, devido a uma enxaqueca recorrente que o baixista Kim Ljung tem. Porém, menos de 1 mês depois, ele retorna com o terceiro lançamento do seu projeto solo Ljungblut, o disco Over skyene skinner alltid solen.
Em 2012, é lançado o clipe oficial da música Industry people.

## Música
Musicalmente, o Zeromancer pode ser posto na categoria de rock industrial, ocupada por nomes importantes como Nine Inch Nails, KMFDM e Ministry, mas ao mesmo tempo eles se diferenciam dessa cena por apresentarem tendências de synthpop, lembrando, por exemplo, bandas como o Depeche Mode.

## Formação
- Alex Møklebust (vocal)
- Lorry Kristiansen (teclado/sintetizador)
- Kim Ljung (baixo)
- Noralf Ronthi (bateria)
- Dan Heide (guitarra)

## Discografia
- Clone Your Lover (Sony Music Entertainment, 2000)

1. Clone Your Lover
2. Flirt (With Me)
3. Something for the Pain
4. Split Seconds
5. Fade to Black
6. God Bless the Models
7. Opelwerk
8. Flagellation
9. Die of a Broken Heart
10. Houses of Cards

Todas as músicas por Ljung.
- Eurotrash (Warner Music Group, 2001)

1. Doctor Online
2. Eurotrash
3. Need You Like a Drug
4. Chromebitch
5. Wannabe
6. Neo Geisha
7. Cupola
8. Send Me an Angel
9. Plasmatic
10. Raising Hell
11. Philharmonic
12. Germany

Todas as músicas por Ljung, exceto Send me an angel, por Sterry e Zatorski(Real Life).
- ZZYZX (Warner Music Group, 2003)

1. Teenage Recoil
2. Hollywood
3. Famous Last Words
4. Erotic Saints
5. Idiot Music
6. Stop the Noise!
7. Feed You With a Kiss
8. Lamp Halo
9. Mosquito Coil
10. Blood Music

Todas as músicas por Keller, Ljung, e Schröder.
- Sinners International (Warner Music Group, 2009)

1. Ammonite
2. Doppelgänger I Love You
3. Fictional
4. Filth Noir
5. I'm Yours To Lose
6. Imaginary Friends
7. It Sounds Like Love (But It Looks Like Sex)
8. My Little Tragedy
9. Sinners International
10. Two Skulls

Todas as músicas por Keller, Ljung, e Schröder.
- The Death of Romance (Trisol Music Group, 2010)

1. "2.6.25"
2. "Industrypeople"
3. "The Hate Alphabet"
4. "The Death of Romance"
5. "The Pygmalion Effect"
6. "Murder Sound"
7. "Revengefuck"
8. "Virgin Ring"
9. "The Plinth"
10. "Mint"
11. "V"